# مونیک بورکلند
مونیک بورکلند (انگلیسی: Monique Burkland؛ زادهٔ ۱۱ اوت ۱۹۸۹) بازیکن والیبال اهل ایالات متحده آمریکا است.

## جوایز
- مدال طلا پارالمپیک
- مدال نقره پارالمپیک